# Manager de l'année (France)
Le prix du Manager de l’année est un prix décerné par Le Nouvel Économiste qui désigne « des hommes et des femmes qui ont marqué leur domaine par leur réflexion, leur engagement et leur action ».

## Récipiendaires du prix
- Laurent Boix-Vives (1976)
- Roger Martin (1977)
- Gilbert Trigano (1978)
- Jean-Luc Lagardère (1979)
- Bernard Vernier-Palliez (1980)
- Olivier Lecerf (1981)
- Francis Bouygues (1982)
- François Dalle (1983)
- Paul Dubrule et Gérard Pélisson (1984)
- Jacques Calvet (1985)
- Antoine Riboud (1986)
- Vincent Bolloré (1987)
- Claude Bébéar (1988)
- Jean-Louis Beffa (1989)
- Raymond Lévy (1990)
- Didier Pineau-Valencienne (1991)
- Jean-René Fourtou (1992)
- Noel Goutard (1993)
- Marc Viénot (1994)
- Daniel Bernard (1995)
- Pierre Lescure (1996)
- Bertrand Collomb (1997)
- Gérard Mestrallet (1998)
- Thierry Desmarest (1999)
- Serge Tchuruk (2000)
- Jean-Martin Folz (2001)
- Lindsay Owen Jones (2002)
- Jean-Cyril Spinetta (2003)
- Marc Tessier (2004)
- Henri Proglio (2005)
- Bertrand Méheut (2006)
- Anne Lauvergeon (2007)
- Franck Riboud (2008)
- Nicolas de Tavernost (2009)
- Guillaume Pepy (2010)
- Xavier Fontanet (2011)
- Alexandre de Juniac (2012)
- Olivier Duha et Frédéric Jousset (2013)
- Delphine Horvilleur et Haroun Derbal (2014/2015)